# Дроботенко, Сергей Анатольевич
Серге́й Анато́льевич Дроботе́нко  (род. 14 сентября 1969, Днепропетровск, УССР, СССР) — российский актёр, юморист, теле- и радиоведущий, писатель, драматург, диджей.

## Происхождение
- Отец — Анатолий Фёдорович Дроботенко (1944—2010[1]) — был доцентом[2], преподавал в Омском институте инженеров железнодорожного транспорта, был зав. кафедрой электроснабжения ж/д.[3]
- Мать — Ветта Анатольевна Громова, мать оставила девичью фамилию[4] — служила инженером-технологом в трамвайном управлении[5][6][7]
- Дед по отцу — Фёдор Иванович Дроботенко[8]
- Дед по матери — Анатолий Григорьевич Громов[8]
- Бабка по матери — Людмила Дмитриевна Громова[8]
- Есть сестра.[9]

## Биография

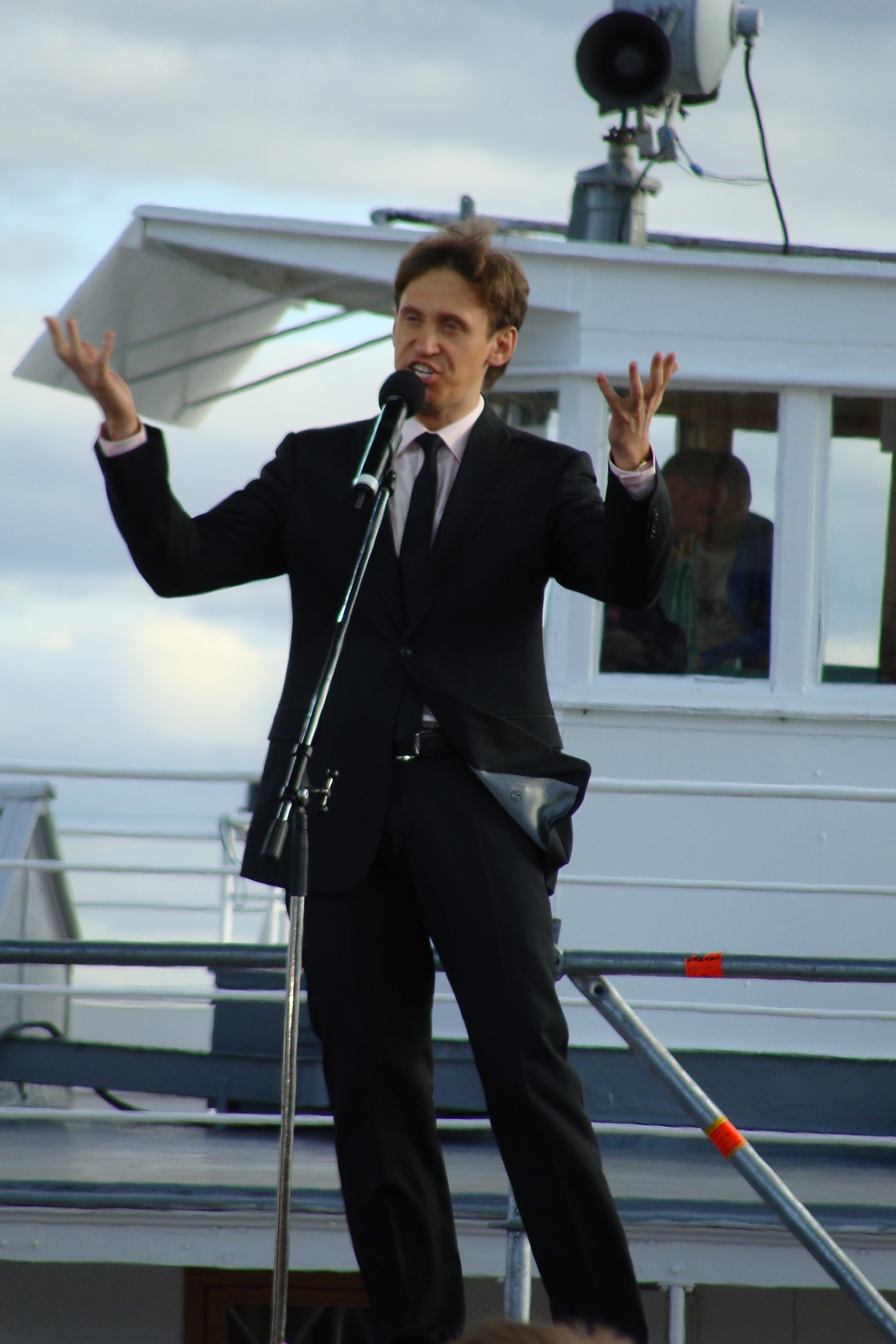

Родился 14 сентября 1969 года в городе Днепропетровске Днепропетровской области Украинской ССР. В трёхлетнем возрасте переехал с родителями в город Омск.
В 17 лет окончил школу № 11 в городе Омске и поступил в Омский институт инженеров железнодорожного транспорта на факультет «Автоматика и телемеханика».
Летом 1988 года был призван в Советскую армию (учащиеся большинства вузов тогда не имели отсрочки), служил в танковых войсках в городе Бикине на должности «механик-водитель».

В августе 1989 года, согласно приказу министра обороны СССР Д. Т. Язова, с остальными студентами был досрочно уволен в запас для продолжения учёбы.
В 1990 году был капитаном команды КВН ОмИИТа и довел её до городского финала, но команда проиграла.
В 1992 году окончил Омский институт инженеров железнодорожного транспорта. После распределения преподавал электротехнику в железнодорожном лицее города Омска.
С конца 1993 года по 1998 год работал диджеем на радио «Европа Плюс Омск», в студию приходили известные артисты, среди них: Владимир Винокур, Михаил Жванецкий, Ян Арлазоров, которые говорили, что если Дроботенко хочет добиться большого успеха, то ему нужно попасть на телевидение в Москве.
В 1993 году организовывает театр эстрадных миниатюр «БИС», который вскоре становится самым популярным в городе и получает массу призов на студенческих фестивалях в Омске и Томске.
С 1995 года по 1997 год учился в школе-студии актёрского мастерства и окончил её по специальности «актёр».
В ноябре 1996 года состоялся первый сольный концерт Сергея Дроботенко во Дворце культуры «Звёздный» города Омска.
14 января 1998 года переехал из Омска в Москву, поселился в общежитии гостиничного типа, отдал свои кассеты с записью своих выступлений Регине Дубовицкой и Евгению Петросяну, Петросян ему позвонил через полгода и предложил сделать о нём специальный выпуск «Смехопанорамы» на «Первом канале», он согласился и думал, что за это надо заплатить, но платить ему не пришлось.
Дебютирует на столичной сцене ГЦКЗ «Россия» в программе «Ах, анекдот, анекдот». Позднее становится сценаристом и участником этой программы на канале «ТВ Центр».
В 1999 году становится лауреатом (третье место) Международного конкурса артистов сатиры и юмора «Кубок Юмора 1999» в Москве, который организовал Евгений Петросян, конкурс лет десять не проводился, он проводился в московском театре «Эрмитаж», в нём принимали участие: Юрий Гальцев, Максим Галкин, Андрей Данилко, «Новые русские бабки», в жюри конкурса были Регина Дубовицкая, Михаил Жванецкий, Анатолий Трушкин, он попал в «Аншлаг». Сначала его взяли в сценаристы «Аншлага», а потом он выступил в Новогоднем «Аншлаге».
Он подружился с Максимом Галкиным.
В 2000 году вместе с Максимом Галкиным принимал участие в концертах Михаила Задорнова.
В том же году купил квартиру в Москве.
В 2005 году провёл два бенефисных вечера «И смех, и грех» и «Просто хороший концерт» в ГЦКЗ «Россия». С 2005 года — участник и ведущий Фестиваля сатиры и юмора в Юрмале.

## Творчество
- В 1994 году получил приз «Лучший автор» на региональном Фестивале театров эстрадных миниатюр «БУМ» в городе Омске за пьесу «Любовь и сало».[10]
- В 1996 году на студенческом Фестивале в Томске получил приз «Лучший автор» и «Лучший актёр» за миниатюру «Суфлёр».
- В 1999 году на Международном конкурсе артистов сатиры и юмора стал лауреатом и получил 3-ю премию за миниатюру «Два тоста на юбилее».
- В 2004-м году на Фестивале юмора в Ялте — приз зрительских симпатий за миниатюру «Экзамен по литературе».
- В 2003 году выходит первый CD «И смех, и грех».
- В 2005 — DVD «И смех, и грех».
- В 2007 — DVD « С нами не соскучишься».
- С 2008 года участвует как актёр в антрепризе «Семейный переполох» (роль Хасинто Флоридо).
- Автор почти сотни эстрадных монологов, интермедий. Среди наиболее известных: «Час пик», «Нет, ну ты странная!», «Посвящение любимой тёще», «Харамамбуру», «Один день из жизни холостяка», «Там-Таран», «Наша радость (встреча в маршрутке)».

Также написал ряд эстрадных произведений для Ефима Шифрина, Владимира Винокура, Яна Арлазорова, Елены Степаненко и других.
Одна из самых известных пародий на телефонный пранк является номер «Харамамбуру», в котором рассказывается о том, как дети записали на магнитофон четыре реплики и по кругу прогоняют их, связавшись по телефону с аптекаршей.

## Фильмография
- 2004 — «Осторожно, Задов!» — сосед Коля

## Телевидение
- Смехопанорама[13][15]
- «Ах, анекдот, анекдот»
- «Аншлаг»
- «Слава Богу, ты пришёл!»
- «Шутка за шуткой»

## Книги
- Дроботенко С. А. Михаил Задорнов. Шеф, гуру, незвезда…. — М.: Эксмо, 2018. — 288 с. — ISBN 978-5-04-094466-8.